# Албемарл (округ)
Округ Албемарл (англ. Albemarle County) располагается в США, штате Виргиния. По состоянию на 2010 год, численность населения составляла 101 575 человек. Был образован в 1744 году.

## География
По данным Бюро переписи США, общая площадь округа равняется 1880 км², из которых 1870 км² суша и 13 км² или 0,7 % это водоёмы.

### Соседние округа
- Шарлотсвилл (Виргиния) — анклав
- Грин (Виргиния) — север
- Ориндж (Виргиния) — северо-восток
- Луиза (Виргиния) — восток
- Флуванна (Виргиния) — юго-восток
- Бакингхем (Виргиния) — юг
- Нельсон (Виргиния) — юго-запад
- Огаста (Виргиния) — запад
- Рокингхем (Виргиния) — северо-запад

## Демография
По данным переписи населения 2010 года в округе проживает 98 970 жителей в составе 38 157 домашних хозяйств и 24 578 семей. Плотность населения составляет 52,8 человек на км². На территории округа насчитывается 42 122 жилых строений, при плотности застройки 22,4 строений на км². Расовый состав населения: белые — 80,6 %, афроамериканцы — 9,7 %, коренные американцы (индейцы) — 0,3 %, азиаты — 4,7 %, гавайцы — 0,1 %, представители других рас — 2,3 %, представители двух или более рас — 2,4 %. Испаноязычные составляли 5,5 % населения независимо от расы.
В составе 28,2 % из общего числа домашних хозяйств проживают дети в возрасте до 18 лет, 51,4 % домашних хозяйств представляют собой супружеские пары проживающие вместе, 9,6 % домашних хозяйств представляют собой одиноких женщин без супруга, 35,6 % домашних хозяйств не имеют отношения к семьям, 28,0 % домашних хозяйств состоят из одного человека, 25,9 % домашних хозяйств состоят из престарелых (65 лет и старше), проживающих в одиночестве. Средний размер домашнего хозяйства составляет 2,41 человека, и средний размер семьи 2,96 человека.
Возрастной состав округа: 21,5 % моложе 18 лет, 12,3 % от 18 до 24, 24,7 % от 25 до 44, 27,2 % от 45 до 64 и 14,3 % от 65 и старше. Средний возраст жителя округа 38,2 лет. На каждые 100 женщин приходится 92,69 мужчин. На каждые 100 женщин старше 18 лет приходится 89,59 мужчин.
Средний доход на домохозяйство в округе составлял 63 001 USD, на семью — 98 934 USD. Среднестатистический заработок мужчины был 55 530 USD против 52 211 USD для женщины. Доход на душу населения составлял 36 718 USD. Около 3,8 % семей и 10,4 % общего населения находились ниже черты бедности, в том числе — 8,0 % молодежи (тех кому ещё не исполнилось 18 лет) и 2,4 % тех кому было уже больше 65 лет.